# Makruk
Cette page contient des caractères spéciaux ou non latins. S’ils s’affichent mal (▯, ?, etc.), consultez la page d’aide Unicode.
Le makruk (หมากรุก) ou échecs thai est un jeu, proche parent des échecs, pratiqué en Thaïlande. Comme son cousin occidental, il est probablement issu du chaturanga indien. 

## Règles
Le tablier est un échiquier de 64 cases unicolores.

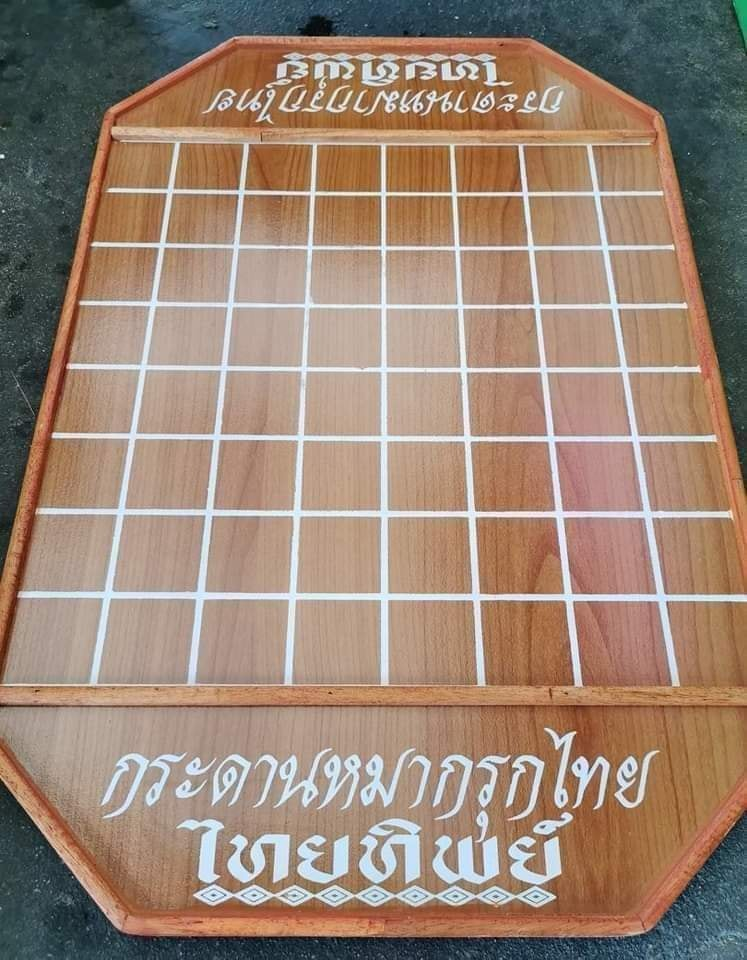

## Les pièces
On retrouve les pièces suivantes :
- Un « seigneur » (ขุน Khun), qui est l'équivalent du roi des échecs occidentaux.
- Une « graine » (เม็ด Met), à la place de la dame, son mouvement est limité à une case en diagonale (comme le conseiller au Chatrang).
- Deux « nobles » (โคน Khon), dont le déplacement est d'une case en diagonale ou d'une case droit devant (comme le général d'argent du Shôgi). Ils occupent la place du fou dans le jeu européen.
- Deux « chevaux » (ม้า Ma), identiques à des cavaliers.
- Deux « bateaux » (เรือ Rua) semblables à des tours.
- Les pions (เบี้ย Bia) sont situés en troisième ligne, ils avancent et prennent de façon classique. Contrairement aux échecs modernes, ils n'ont pas droit à un double pas lors de leur déplacement initial. Leur promotion en Met se fait lorsqu'ils atteignent la sixième ligne (position de départ des pions adverses).

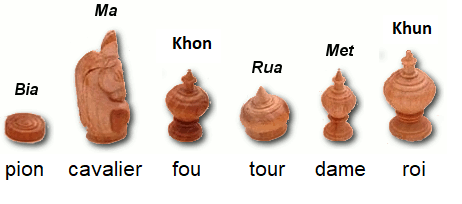

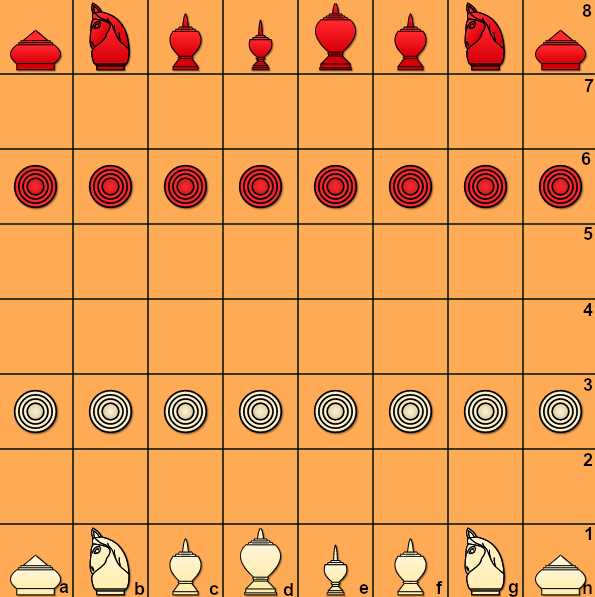
Position de départ.

## Déplacements des pièces

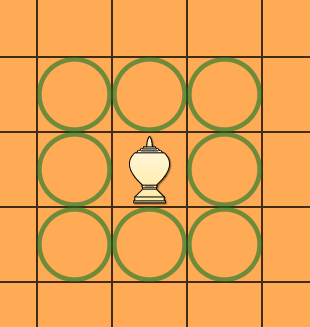

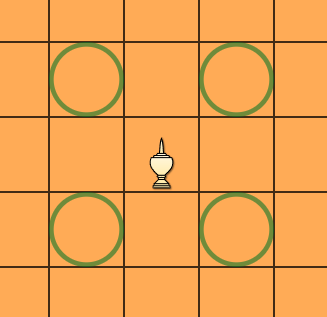

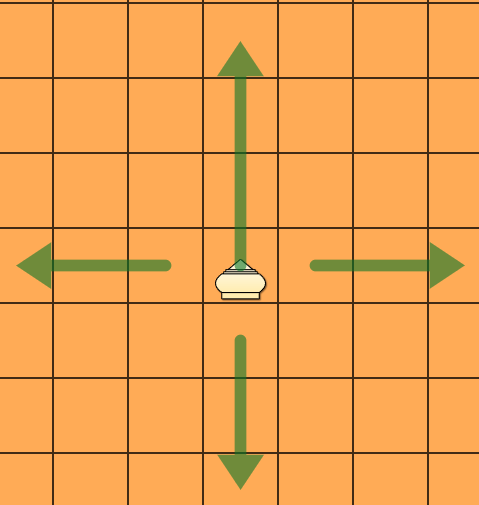

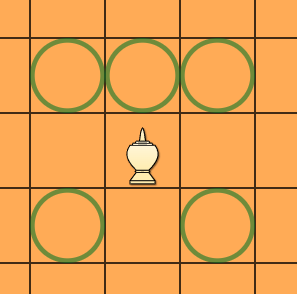

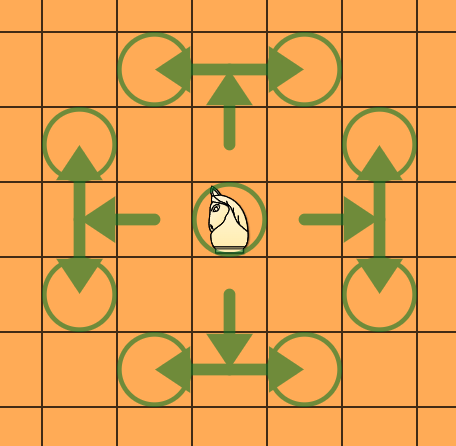

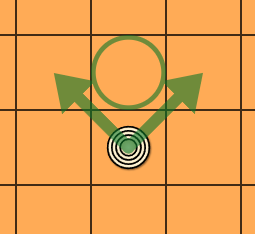

- Roi (khun)

- Dame (Met)

- Tour (Rua)

- Fou (Khon)

- Cavalier (Ma)

- Pion (Bia)